# I Take This Woman
I Take This Woman (bra: A Mulher Que Deus Me Deu) é um filme estadunidense de 1931, do gênero romance, dirigido por Marion Gering, com roteiro de Vincent Lawrence baseado no romance Lost Ecstasy, de Mary Roberts Rinehart.
Apesar de feito às pressas, com uma produção rasteira, o filme é valorizado pelas presenças de Gary Cooper e Carole Lombard no elenco..

## Sinopse
Kay Dowling é uma socialite meio maluquinha que o pai envia para um rancho no Wyoming para esfriar a cabeça. Lá ela conhece o cowboy Tom McNair, com quem, intempestivamente, acaba se casando. Como é difícil suportar a vida no campo, ela retorna para Nova Iorque a fim de obter o divórcio. Enquanto isso, Tom junta-se a uma caravana de rodeios que um dia se apresenta em Nova Iorque, e Kay vai assistir, mas ele se acidenta gravemente.

## Elenco
| Ator/Atriz         | Personagem      |
| ------------------ | --------------- |
| Gary Cooper        | Tom McNair      |
| Carole Lombard     | Kay Dowling     |
| Helen Ware         | Tia Bessie      |
| Charles Trowbridge | Senhor Dowling  |
| Lester Vail        | Herbert Forrest |
| Clara Blandick     | Sue Barnes      |
| Gerald Fielding    | Bill Wentworth  |